# Anne Rochette
Anne Rochette née à Oullins en 1957 est une sculptrice française.

## Parcours
Née en 1957 à Oullins(69), Anne Rochette grandit à Grenoble et sort à 22 ans diplômée de l'École nationale supérieure des beaux-arts de Paris, mention « sculpture » (atelier Georges Jeanclos). Après un voyage de six mois en Afrique du Nord et Afrique de l'Ouest (grâce à une bourse de la Fondation Renault), elle obtient une bourse d'études de la Annette Kade Foundation et obtient un Master of Arts à la New York University (1982).
Sa première exposition personnelle dans une galerie se tient à New York en 1990 : elle exposait dans cette ville depuis 1982 et son travail fut salué par The New York Times.
Elle vit et travaille à New York  de 1984 à 1990. et revient s'installer à Paris fin 1990.
Anne Rochette a fait de nombreux séjours de travail à l'étranger (Inde, Thaïlande, Chine, Australie, Serbie, Hollande) et a réalisé plusieurs œuvres dans l'espace public, dont Comptine, pour le potager des enfants du Jardin des Tuileries (1999-2000), Les Sources (site de la source de l'Ill, Winkel) et  Pierres Galantes (parc de l'ancien château de Dives).
Elle a été à la tête d'un atelier de volume et pratiques de l'espace aux Beaux Arts de Paris  de 1993 à 2023.
Elle est mariée au sculpteur Wade Saunders, avec qui elle écrit depuis 1986 ,principalement sur la sculpture. Leurs articles sont publiés en anglais dans le magazine Art in America.

## Analyse de son œuvre
Les sculptures  d'Anne Rochette ont une présence presque corporelle, qu’elles soient figuratives ou non. Sa pratique est ancrée dans le modelage et le dessin, et se déploie à travers des matériaux divers, de la céramique à la pierre taillée, de la résine polyester aux matériaux souples, silicones ou tissus.
Certains de ses volumes s'inscrivent dans la lignée des travaux de Louise Bourgeois : sensualité, corporalité, érotisme, et sens magique s'interpellent pour donner naissance à son univers narratif. Elle développe également un travail sur papier, principalement à l'aquarelle, qu'elle montre souvent en regard des œuvres tri-dimensionnelles.

## Expositions personnelles
- 1990 : Pains and Pleasures, Pretto / Berland / Hall Gallery, NewYork.
- 1994 : École Nationale Supérieure des Beaux Arts, Paris[4]
- 1995 : Un pas de Côté, Galerie J. Moussion, Paris
- 1995 : Maison d'art contemporain Chaillioux (MACC), Fresnes
- 1996 :  (entre), Musée des Beaux-Arts, Mulhouse
- 1996 : Statengalerie, La Haye, Pays-Bas
- 1998 : Pile Et Face, Galerie J. Rabouan-Moussion, Paris
- 1999 : Centre d'Arts Plastiques (CAP), Saint-Fons
- 2002 : Un jour après l'autre, Maison de la Culture, Amiens
- 2004 : Il y a des moments comme ça, Galerie Corine Caminade, Paris
- 2006 : Ma tête ailleurs, Atelier blanc, Villefranche-de-Rouergue
- 2008 : Centre Culturel Français, Belgrade
- 2012 : Ecarts, Espace d'art contemporain Camille lambert, Juvisy sur Orge
- 2014 : Chapelle de la Trinité, l'Art dans les Chapelles, Bieuzy
- 2016 : Souverain en son domaine, la Borne, Beaugency; ...tous de Lopins et d'une contexture si informe et diverse...,  Ecole d'Art du Beauvaisis, Beauvais, Le Safran, Amiens
- 2021: Elle, noir carmin, Laboratoire de la création Paris
- 2022: Une promesse de bonheur, La Chapelle, Espace d'Art contemporain, Pithiviers

## Œuvres dans l'espace public
- 2000 : IComptine, Ministère de la Culture et du Patrimoine (commande), Jardin des Tuileries, Paris
- 2003 : Les sources , Winkel (Haut-Rhin)[5]
- 2003 : Common Food Parc des sculptures de l'Université nationale australienne, Canberra
- 2007 : Sculpture pour le parc de Dives (Oise), communauté de communes Sources et Vallées, Drac Picardie, Ministère de la Culture et de la Communication
- 2008-2009: Grands et petits débuts, Centre Scolaire Nelson Mandela, commande de la ville de Saint Ouen
- 2009 ; Rouge, Résidence d'étudiants Henri Laborit, commande Espacyl, Mairie de Vitry sur Seine

## Prix et bourses
- Bourse Léonard de Vinci, Ministère des Affaires étrangères, 1993
- New York Foundation for the Arts, Sculpture, 1991
- National Endowment for the Arts, Sculpture, 1990
- Annette Kade Fellowship, Institute for International Education, 1982
- Présence en collections :   Musée des Arts Décoratifs, Paris, 2011  Ateliers d’Art de France, 2008  Musée de la Céramique française, Fuping, Chine,2005  Conseil Général de la Seine Saint Denis, 1999  Ville de Paris, 1996  FNAC, 1995
- . Dotation ADAGP pour le catalogage des oeuvres, 2024